# Buna (dopływ Neretwy)
Buna – rzeka w Bośni i Hercegowinie, lewy dopływ Neretwy. Długość – 9 km.
Rzeka bierze początek z wywierzyska Vrelo Bune koło Blagaju na południowy zachód od Mostaru. 
Wywierzysko Vrelo Bune jest jednym z najsilniejszych w Europie. Wydajność źródła waha się od 3m3/s do 1233/s. U źródła Buny znajduje się suficka chanaka Blagaj Tekke. 
Buna przepływa przez Kosor, Malo Polje i Hodbinę, uchodząc do Neretwy koło wsi Buny. Jej głównym dopływem jest Bunica.